# Los trabajos de Ulises
Los trabajos de Ulises ("i lavori di Ulisse") è una commedia teatrale spagnola del XVII secolo, scritta da Luis Belmonte Bermúdez.
Il protagonista è il personaggio omerico Ulisse.
Secondo il Catálogo bibliográfico y biográfico del teatro antiguo español, le edizioni più antiche dell'opera sono contenute in Parte 41 de comedias de diferentes autores stampato a Valencia presumibilmente nel 1648, e in Parte 45 de comedias escogidas de los mejores ingenios de España stampato a Saragozza nel 1653-1654.